# 韋爾比夫卡 (安特拉齊特區)
48°8′55″N 39°20′7″E / 48.14861°N 39.33528°E
韋爾比夫卡（烏克蘭語：Вербівка）是位於烏克蘭東部的村莊，由盧甘斯克州羅韋尼基區的羅韋尼基市鎮負責管轄。該村始建於1973年，面積0.45平方公里，海拔高度266米，2001年人口129，人口密度每平方公里289.2人。